# فریتس پولارد جونیور
فریتس پولارد جونیور (انگلیسی: Fritz Pollard Jr.؛ ۱۸ فوریه ۱۹۱۵ – ۱۵ فوریهٔ ۲۰۰۳) ورزشکار دو و میدانی اهل ایالات متحده آمریکا بود.
وی در مسابقات کشوری و بین‌المللی در مجموع برندهٔ ۱ مدال برنز شده‌است.